# Gihemba
Gihemba är ett periodiskt vattendrag i Burundi.   Det ligger i provinsen Makamba, i den södra delen av landet, 110 kilometer sydost om huvudstaden Bujumbura.
Omgivningarna runt Gihemba är en mosaik av jordbruksmark och naturlig växtlighet. Runt Gihemba är det ganska tätbefolkat, med 179 invånare per kvadratkilometer.